# Palaquium tenuifolium
Palaquium tenuifolium är en tvåhjärtbladig växtart som beskrevs av Kurt Krause. Palaquium tenuifolium ingår i släktet Palaquium och familjen Sapotaceae. Inga underarter finns listade i Catalogue of Life.